# Out on the Tiles
«Out on the Tiles» (с англ. — «Ступая по черепице») — песня британской рок-группы Led Zeppelin из их третьего студийного альбома Led Zeppelin III (1970). Композиция завершает первую, тяжёлую, сторону альбома. Название песни произошло от английского фразеологизма, обозначающего ночной выезд за город. Текст был написан ударником группы Джоном Бонэмом. Первоначально песня описывала опьянение, однако потом, по настоянию Джимми Пейджа (сочинившего гитарный рифф) текст был переписан, чтобы быть более понятным широкой публике.
Композиция была записана в студии Olympic Studios (вместе с песней «Hats Off to (Roy) Harper») и сведена в Island Studios (Лондон). Пейджу удалось получить пространственный звук, расположив микрофоны на расстоянии от инструментов; из-за этого на запись проникли посторонние звуки: слова «всё в порядке» (на 0:11 секунде) и «стоп» (на 1:23), возможно произнесённые Пейджем. В Японии «Out on the Tiles» ошибочно вышла стороной «Б» на сингле «Immigrant Song».
В полном объёме композиция редко исполнялась коллективом в живую. Песня была исполнена полностью 4 сентября в Лос-Анджелесе. Отрывок из песни исполнялся как введение для «Black Dog» (эту запись можно услышать на концертном альбоме How the West Was Won) и для ударного соло Бонэма «Over the Top».

## Кавер-версии
- Toxik — Think This (1989)[3]
- Blind Melon — Encomium: A Tribute to Led Zeppelin (1995)
- Джимми Пейдж и The Black Crowes — Live at the Greek[англ.] (2000)[4]
- Megadeth — United Abominations (2007)